# Mike MacDonald (rugby à XV)
Pour les articles homonymes, voir Mike MacDonald et MacDonald.
Pas d'image ? Cliquez ici

a Compétitions nationales et continentales officielles uniquement.

b Matchs officiels uniquement.
Dernière mise à jour le 26 février 2015.
Michael Spencer MacDonald dit « Mike MacDonald », est né le 27 novembre 1980 à Berkeley (État de Californie, États-Unis). C'est un ancien joueur de rugby à XV qui a joué avec l'équipe des États-Unis entre 2000 et 2012, évoluant au poste de pilier (1,85 m pour 122 kg). Considéré comme le meilleur pilier américain de l'histoire, il est le recordman du nombre de sélections avec l'équipe des États-Unis (67). Il a effectué la majeure partie de sa carrière professionnelle avec le club de Leeds Carnegie.

## Biographie
Mike MacDonald a commencé le rugby au lycée en 1997, puis a continué en faisant ses études à l'université de Berkeley en Californie, où il remporte à 4 reprises le Championnat universitaire américain.
Il a obtenu sa première cape internationale le 30 juin 2000 à l’occasion d’un match contre l'équipe des Fidji à Apia (Samoa),  et sa dernière cape le 23 juin 2012 contre l'équipe d'Italie à Houston. Il a disputé les Coupes du monde 2003, 2007 et 2011 pour un total de 11 matchs (record national).
Arrivé au club de Leeds Carnegie en 2006, il remporte le RFU Championship dès sa première saison. Il est ensuite nommé capitaine pour la saison 2008/2009. Il met un terme à sa carrière à la fin de la saison 2011/2012.

## Statistiques en équipe nationale
- 67 sélections (56 fois titulaire, 11 fois remplaçant)
- 30 points (6 essais)
- Sélections par année : 1 en 2000, 5 en 2001, 7 en 2002, 12 en 2003, 5 en 2004, 5 en 2005, 6 en 2006, 6 en 2007, 6 en 2008, 5 en 2009, 2 en 2010, 5 en 2011, 2 en 2012

En Coupe du monde :
- 2003 : 4 sélections (Fidji, Écosse, Japon, France)
- 2007 : 4 sélections (Angleterre, Tonga, Samoa, Afrique du Sud)
- 2011 : 3 sélections (Irlande, Russie, Italie)

## Palmarès

### En club
- Vainqueur du Championnat universitaire américain en 2000, 2001, 2002 et 2004 avec les Golden Bears de Californie
- Vainqueur du RFU Championship en 2007 et 2009 avec Leeds Carnegie
- 128 matchs avec Leeds Carnegie pour 130 points (26 essais)
- 49 matchs de Premiership pour 15 points (3 essais)

### Distinctions personnelles
- 5 fois All-America en 2000, 2001, 2002, 2003 et 2004
- Most Valuable Player of 2004
- Leeds Player of the Season en 2008
- Record du nombre de sélections avec l'équipe des États-Unis (67)
- Record (ex-aequo avec Chris Wyles) du nombre de matchs disputés en Coupe du monde avec l'équipe des États-Unis (11)